# Mãn Châu thực lục

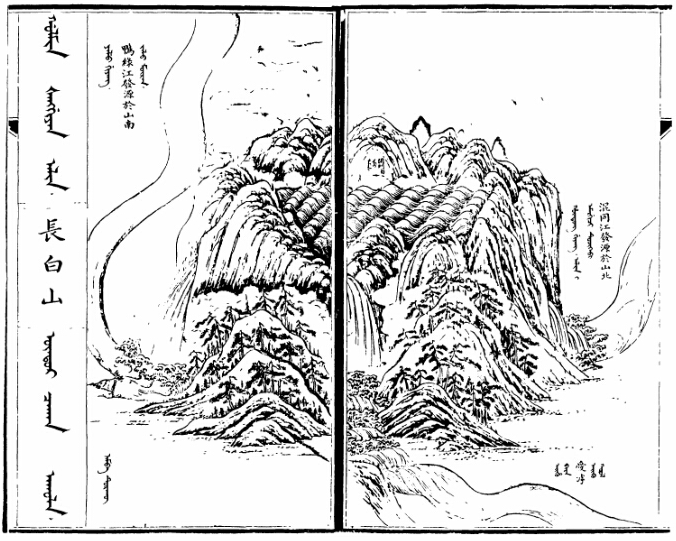
Hình minh họa đầu tiên của Mãn Châu thực lục về dãy Trường Bạch. Lối viết chữ của người Mông Cổ khác với tiêu chuẩn hiện đại, chữ cái trong và không có dấu chấm ở bên trái.

Mãn Châu thực lục hoặc Mãn Châu thật lục (giản thể: 满洲实录; phồn thể: 滿洲實錄; bính âm: Manzhu i yargiyan kooli), còn có tên là Thái Tổ thực lục đồ, là sử liệu ghi chép lịch sử gia tộc Ái Tân Giác La, khởi đầu bằng huyền thoại tiên nữ Phất Khố Luân nuốt một miếng trái cây màu đỏ mà thụ thai, và quá trình khởi binh dựng nghiệp của Nỗ Nhĩ Cáp Xích vào năm Vạn Lịch thứ 11 (1583) với mười ba mảnh giáp cho đến khi ông qua đời vào năm Thiên Mệnh thứ 11 (1626). Tác phẩm này về sau được sử quan triều Thanh gộp chung vào trong bộ Thanh thực lục.
Mãn Châu thực lục được biên soạn và hoàn thành vào năm Thiên Thông thứ 9 (1635) triều Hậu Kim Thái Tông Hoàng Thái Cực. Toàn sách gồm 8 quyển với ba loại văn tự Mãn, Hán, Mông, kèm theo 82 bộ tranh minh họa. Tác phẩm này ban đầu có tới bốn bộ: Bộ đầu tiên hoàn thành vào năm Thiên Thông thứ 9 (1635), bộ thứ hai và thứ ba hoàn thành vào năm Càn Long thứ 44 (1779), riêng bộ thứ tư được đem ra chỉnh sửa và hoàn thành vào năm Càn Long thứ 46 (1781). Bốn bộ Mãn Châu thực lục lần lượt được lưu giữ tại Cung Càn Thanh, Thượng Thư Phòng, Thịnh Kinh và Tị Thử Sơn Trang.